# Ghoti Hook
Ghoti Hook fue un grupo estadounidense de punk cristiano formado en 1991 en Fairfax, Virginia. Estuvieron en activo hasta 2002.
La banda estuvo formada por Adam Neubauer y Justin Levy a los que más tarde se unirían Conrad Tolosa y Christian Ergueta. Tras un año, Levy abandonó el grupo para dedicarse a otros asuntos siendo sustituido por Jamie Tolosa, primo de Cristian. En 1994 empezaron a grabar temas de estilo punk y publicaron dos EP producidos por Kevin 131 en Assembly Line Studios. Posteriormente se trasladarían a Pensilvania para firmar con Tooth & Nail Records con los que grabaron prácticamente su discografía al completo.
En 1997 Conrad decidió abandonar el grupo tras la grabación del álbum: Banana Man y la gira de estos para continuar sus estudios en el seminario donde estudiaba contabilidad. Su último concierto tuvo lugar en 1997 en Lebanon, Pensilvania. A este le siguió Ergueta tras Two Years to Never.
Como trío grabaron seis singles EP para Velvet Blue Music aparte de un álbum bajo el mismo nombre. El 6 de julio de 2002 actuaron por última vez en el festival musical de Cornerstone junto a Conrad. Del concierto se produjo un álbum en directo titulado Rest In Peace.
En 2009 volvieron a reunirse en el Circle of Hope de Filadelfia como parte de un programa musical en el que coincidieron con otros grupos como Huntingtons, Speedy Delivery y 274 and Main Line Riders. El concierto fue en parte benéfico y dedicado a la mujer de Mikey Pierce (batería de Huntingtons), afectada de cáncer cerebral. 

## Miembros

### Hasta 2002
- Joel Bell - vocalista, guitarra (1990–2002)
- Adam Neubauer - batería (1990–2002)
- Jamie Tolosa - guitarra, bajista (1991–2002)

### Anteriores
- Justin Levy - primer guitarra (1990–1991)
- Conrad Tolosa - guitarra (1991–1997)
- Christian Ergueta - bajista (1991–2000)
- Mark LaCasse - primer guitarra (??-??)

## Discografía
- No Date (EP) (trabajo propio, 1994)
- Boca Grande (EP) (trabajo propio, 1995)
- Sumo Surprise (Tooth & Nail Records, 1996)
- Banana Man (Tooth & Nail Records, 1997)
- Songs We Didn't Write (Tooth & Nail Records, 1998)
- Two Years to Never (Tooth & Nail Records, 2000;[1])
- Ep (Velvet Blue Music, 2002)
- Retrospective (Recopilatorio) (Tooth & Nail Records, 2002)
- Rest in Peace (álbum en directo) (Tooth & Nail Records, 2003)